# Acid Eaters
Acid Eaters – trzynasty studyjny album zespołu Ramones, wydany w 1993 roku przez Radioactive Records. Płyta składa się z samych coverów.

## Lista utworów
1. „Journey to the Center of the Mind” (Ted Nugent/Steve Farmer) – 2:52 (Amboy Dukes)
2. „Substitute” (Pete Townshend) – 3:15 (The Who)
3. „Out of Time” (Mick Jagger/Keith Richards) – 2:41 (The Rolling Stones)
4. „Shape of Things to Come” (Barry Mann/Cynthia Weil) – 1:46 (Max Frost and the Troopers)
5. „Somebody to Love” (Darby Slick) – 2:31 (The Great Society)
6. „When I Was Young” (Eric Burdon/John Weider/Vic Briggs/Danny McCulloch/Barry Jenkins) – 3:16 (The Animals)
7. „7 and 7 Is” (Arthur Lee) – 1:50 (Love)
8. „My Back Pages” (Bob Dylan) – 2:27 (Bob Dylan)
9. „Can't Seem to Make You Mine” (Sky Saxon) – 2:42 (The Seeds)
10. „Have You Ever Seen the Rain?” (John Fogerty) – 2:22 (Creedence Clearwater Revival)
11. „I Can't Control Myself” (Reg Presley) – 2:55 (The Troggs)
12. „Surf City” (Brian Wilson/Jan Berry) – 2:26 (Jan and Dean)

Bonus w japońskiej i brazylijskiej wersji płyty
1. „Surfin’ Safari” – 1:47 (The Beach Boys)

## Skład
- Joey Ramone – wokal
- Johnny Ramone – gitara
- C.J. Ramone – gitara basowa, wokal
- Marky Ramone – perkusja

Gościnnie
- Joe McGinty – instrumenty klawiszowe
- Pete Townshend – wokal wspierający